# Kovdor
Kovdor (ruso: Ковдо́р; finés: Koutero) es una ciudad rusa, capital del ókrug municipal homónimo en la óblast de Múrmansk.
En 2023, la ciudad tenía una población de 15 423 habitantes. Se ubica unos 200 km al suroeste de Múrmansk, y 20 km al este de la frontera con Finlandia.

## Historia
Hasta la década de 1930 era un paraje deshabitado, cuyo topónimo "Kovdor" es de origen sami. En 1933 se descubrió aquí un yacimiento de hierro y en 1934 comenzó a extraerse mica. En 1941 se abrió una línea ferroviaria desde Pinozero hasta las minas de Kovdor. La localidad no se fundó hasta 1953, cuando se construyó aquí una gran industria procesadora en torno a las minas. Adoptó el estatus de asentamiento de tipo urbano en 1956 y el de ciudad en 1965. Desde 1979 es la capital del raión homónimo.